# Fluoreto de manganês(II)
Fluoreto de manganês (II) é o composto químico constituído de manganês e fluoreto com a fórmula MnF2. É um sólido cristalino rosa claro, sendo a cor rosa clara característica para composto de manganês (II). É obtido pelo tratamento de manganês e de diversos compostos de manganês (II) com ácido fluorídrico. É usado na produção de tipos especiais de vidro e emissores de laser.